# Eusèbe Dupont Delporte
Pour les articles homonymes, voir Dupont.
Benoît Casimir Eusèbe Dupont Delporte (né le 30 janvier 1786 à Boulogne-sur-Mer, paroisse Saint-Nicolas et mort à Port-au-Prince le 24 juillet 1821) est un haut fonctionnaire français.

## Biographie
Frère cadet du baron Dupont-Delporte, Eusèbe était d'une famille honorable et ancienne dont plusieurs membres s'étaient distingués dans l'administration et les emplois publics, anoblie sous Louis XV, pour services rendus à l'agriculture et notamment à cause de l'introduction des béliers mérinos.
Comme son aîné, il fit d'excellentes études à l'École centrale du Pas-de-Calais (Boulogne), où il obtint aussi les premiers prix :
- Le prix de composition française en prose, constitué des Oraisons funèbres de Bossuet et des Discours de Daguesseau en 3 volumes ;
- Une mention honorable en poésie française ;
- Le deuxième prix de grammaire française, constitué du Discours de Bossuet sur l’Histoire Universelle.

Il fut appelé au Conseil d'État comme auditeur le 10 novembre 1810 et fut attaché, près la direction des vivres en 1813 comme auditeur de 3e classe. Il fut promu auditeur de 2de classe en 1812.

En 1815, pendant les Cent-Jours, Napoléon Ier le nomma préfet des Hautes-Pyrénées. Lorsque la nouvelle du désastre de Waterloo et de l'abdication de Napoléon parvint dans ce département, il publia une proclamation emphatique, où l'on remarquait le passage suivant : 

« Les représentants de la nation sont auprès des alliés ; ils leur font la même question que les Scythes firent à Alexandre, quand il voulut envahir leur territoire, en leur présentant la coupe d'une main et le javelot de l'autre. Attendons dans le calme : le vaisseau de l'état ne peut faire naufrage avec des boussoles tournées vers le port de la liberté..., etc. »

Il fut remplacé le 14 juillet 1815.
Au début de la seconde Restauration (1817), on le trouve lieutenant de la 5e Légion de la Garde nationale de Paris et domicilié au 12 rue du Faubourg-du-Temple. 